# Летучий университет
Летучий университет (пол. Uniwersytet Latający) — неформальное название трёх разных подпольных высших учебных заведений, первый из которых действовал в Царстве Польском с 1885 по 1905 год и два других — в ПНР с 1977 по 1981 год. Два заведения, действовавших во времена ПНР, претендовали на духовное родство с первым подпольным Летучим университетом, который действовал в Царстве Польском с 1885 года и в 1905 году стал легальным Обществом учебных курсов (пол. Towarzystwo Kursów Naukowych), которое в 1918 году было преобразовано в Свободный польский университет. Название «Летучий университет» происходит из-за подпольного положения учебных заведений, когда они не имели собственного легального месторасположения и постоянно проводили свои лекции для студентов в различных конспиративных местах.

## История
Целью создания этих учебных заведений было неподконтрольное идеологическим требованиям и установкам правящей власти обучение польской молодёжи. В XIX веке, когда в Польше проводилась активная политика  германизации и русификации, основное внимание уделялось преподаванию учебных дисциплин, которые касались польской самоидентификации.
Опыт создания и организации Летучего университета во времена Царства Польского значительно помог польской профессуре организовать подобные высшие курсы во время германской оккупации 1939—1944 гг. Подпольные высшие курсы во время Второй мировой войны были одним из элементов гражданского сопротивления и структурой Польского подпольного государства.
Во время Польской Народной Республики главным мотивом обучения в подпольном учреждении была возможность получения образования вне рамок государственной цензуры и контроля учебного процесса.

### Летучий университет (1885—1905)
В 1882 году в Варшаве на конспиративных квартирах были основаны подпольные курсы для женщин, для которых обучение в официальных высших заведениях в то время было закрыто. Учебный год 1882/1883 нескольким группам слушательниц проводили профессора Юзеф Семашко, Станислав Норблин, Пётр Хмеловский и Владислав Смоленский. В 1885 году эти женские курсы были преобразованы в подпольную школу, которая получила неформальное название «Летучий университет». В 1885 году одна из слушательниц Ядвига Щавиньская-Давидова написала общую учебную программу для разрозненных групп, объединив их в единую структуру. Была установлена ежемесячная плата за обучение (2-4 рубля), которая шла на гонорары преподавателям и организацию подпольной научной библиотеки. Обучение в Летучем университете продолжалось до шести лет и включало преподавание четырёх блоков научных дисциплин: общественных, историческо-филологических, педагогических и математическо-природных предметов. В течение недели студенты слушали лекции общей протяжённостью 8 — 11 часов. Среди лекторов были известные польские учёные историки Владислав Смоленский и Тадеуш Коржон, литературоведы Бронислав Хлебовский, Игнаций Хшановский, Пётр Хмелёвский и Манфред Кридль, философ Адам Марбург, социолог Людвик Кшивицкий и биолог Юзеф Нуссбаум-Хиларович.
Считается, что за время существования этого Летучего университета его закончили около пяти тысяч человек. Самым известным выпускником университета стала лауреат Нобелевской премии Мария Склодовская-Кюри. Другими известными студентами были Софья Налковская и Януш Корчак.
В 1905 году этот Летучий университет вышел из подполья и был зарегистрирован как «Общество научных курсов». Продолжая свою деятельность как легальное учреждение, Общество научных курсов в 1918 году было преобразовано в Свободный польский университет.

### Летучий университет (1977—1979)
В 1977 году некоторые деятели оппозиции основали на частных квартирах подпольные курсы и дали им название Летучий университет по аналогии с прошлым историческим подпольным заведением времён Царства Польского. На этих курсах преподавали гуманитарные и социальные науки. Эта подпольная группа была частично разгромлена коммунистическим властями в 1979 году.

### Общество научных курсов (1978—1981)
В 1978 году группа политических диссидентов основала подпольные курсы, дав им название Общество научных курсов по аналогии одноимённого легального Общества научных курсов, действовавшего в Польше с 1905 по 1918 год. Целью создания подпольного обучения стало желание дать образование, свободное от государственной цензуры и воспитание на принципах, направленных на подрыв государственных устоев. Лекции проводились на частных квартирах и в католических приходах. Учебную программу готовили Стефан Амстердамский, Анджей Целиньский, Цывиньский Богдан, Альдона Явловская, Ян Келяновский, Анджей Киёвский, Тадеуш Мазовецкий и Войцех Островский.
С 1978 года Общество научных курсов взяло шефство над Летучим университетом. После объявления в 1981 году военного положения деятельность Общества научных курсов прекратилась.